# Het Geheim (film)
Het Geheim is een Nederlandse film uit 2010 geregisseerd door Joram Lürsen.

## Verhaal
Ben Stikker (Thor Braun) wil leren goochelen, en vooral het geheim van de verdwijntruc te weten komen. Samen met zijn goedwillende maar onhandige werkloze vader Koos (Theo Maassen) volgt hij een cursus. Bens vriendinnetje Sylvie (Java Siegertsz) wordt assistente. Tijdens een voorstelling laat Koos Sylvie verdwijnen in een dubbele wand. Het lukt hem echter niet haar weer te laten terugkomen. Ze zoeken haar en wachten enkele dagen af of ze weer opduikt, terwijl haar moeder (Caroline De Bruijn) denkt dat ze uit logeren is. Na enkele dagen besluiten Koos en Ben de vermissing maar bij de moeder op te biechten. De politie stelt een onderzoek in.
Ben vindt Sylvie terug: ze was tijdens de truc vertrokken en houdt zich nu schuil, om haar rijke moeder die nooit tijd voor haar heeft een lesje te leren. Ben moet beloven het aan niemand te vertellen. Sylvie zit nu wel met het probleem dat haar moeder boos op haar zou worden als ze haar zou vertellen wat ze had gedaan. Samen met goochelaar Hans Smid (Daan Schuurmans) (die gedupeerd is door de verdwijning, omdat deze de verdwijntruc een slechte reputatie geeft) werken ze een plan uit, waarbij tijdens een goochelshow Sylvie terugkomt. Koos wordt niet verteld dat Sylvie weer terecht is, hij denkt dat ze misschien in een tussenwereld is beland en wordt overgehaald bij de show te proberen haar weer terug te laten komen. Inderdaad verschijnt Sylvie weer, waarbij het volgens plan verborgen blijft dat Sylvie haar verdwijning zelf heeft geënsceneerd. Koos lijkt in haar plaats verdwenen te zijn maar verschijnt dan zelf ook weer.

## Rolverdeling
| Personage          | Acteur             |
| ------------------ | ------------------ |
| Koos Stikker       | Theo Maassen       |
| Ben Stikker        | Thor Braun         |
| Sylvie Bussemakers | Java Siegertsz     |
| Hans Smid          | Daan Schuurmans    |
| Laura Stikker      | Chantal Janzen     |
| Mylene Bussemakers | Caroline De Bruijn |
| Burlage            | Fred Goessens      |
| Selma Stikker      | Sanne Lith         |
| Bas Stikker        | Nick Buitendijk    |
| Betty Stikker      | Roos Buitendijk    |
| Roemeense au pair  | Margôt Ros         |
| Oliebollenverkoper | Hans Klok          |

## Trivia
- Daan Schuurmans' personage Hans Smid is licht gebaseerd op illusionist Hans Klok, die in de film een cameo heeft als oliebollenverkoper.